# Battaglia di Tennoji

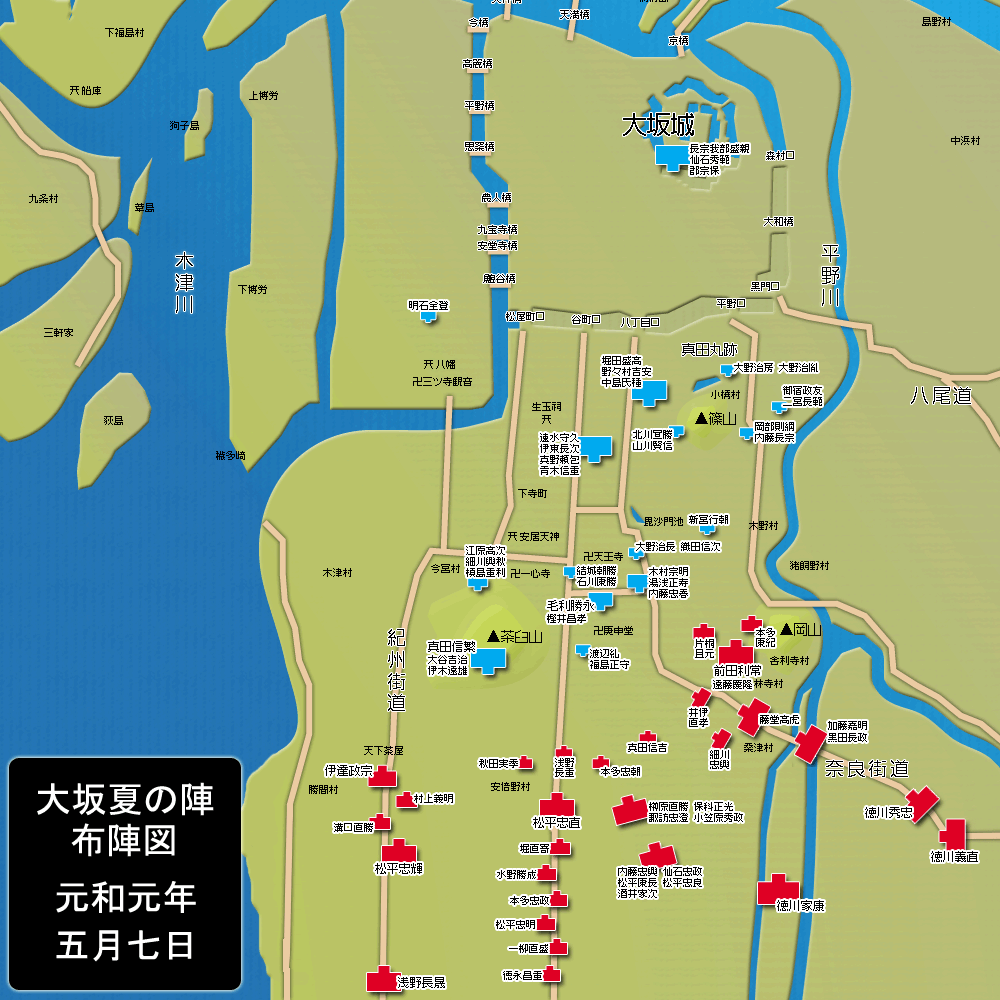
Battaglia di Tennoji

La battaglia di Tennoji fu combattuta nel 1615 tra le forze di Tokugawa Ieyasu e le forze di Toyotomi Hideyori. Tokugawa stava assediando Ōsaka, ed Hideyori pianificò un contrattacco. Entrambi gli schieramenti furono influenzati da numerosi errori fino a quando, infine, lo schieramento di Hideyori crollò. Egli commise dunque un suicidio rituale.

## La Battaglia
L’ultima resistenza della guarnigione di Ōsaka avvenne a Tennōji, all’esterno del castello. Toyotomi Hideyori, figlio del leggendario Toyotomi Hideyoshi, elaborò un piano per tentare di capovolgere le sorti dell’assedio. Il 2 giugno 1615 fu convocato un consiglio di guerra, durante il quale si stabilì che Sanada Yukimura, Ōno Harunaga e altri comandanti avrebbero lanciato un attacco frontale per trattenere le truppe Tokugawa, mentre Akashi Takenori avrebbe aggirato le linee nemiche per colpirle da dietro. Nel momento dell’attacco sul retro, Hideyori stesso sarebbe uscito dal castello, guidando l’assalto sotto lo stendardo del padre, Hideyoshi.
Tuttavia, i Tokugawa erano guidati da Ieyasu in persona, e benché quest’ultimo fosse rimasto ferito da un colpo di lancia guidò l'assalto al castello. Yukimura e Mori Katsunaga, nonostante l'ardua resistenza, cedettero dopo l'arrivo dei rinforzi Tokugawa. Yukimura fu decapitato dal samurai Nishio Nizaemon dopo essersi seduto su uno sgabello per riposare. Di conseguenza, anche l’attacco di Morishige fallì. Rimaneva solo Hideyori a difendere il castello.
Tokugawa Ieyasu lasciò Ii Naotaka a sorvegliare la famiglia Toyotomi e ad assicurarsi la presa del castello. Naotaka fece aprire il fuoco contro la fortezza con tutti i pezzi d’artiglieria disponibili, e ben presto il castello prese fuoco. Hideyori e sua madre Yodo-dono si suicidarono tramite seppuku. Il figlio di otto anni di Hideyori, ultimo discendente diretto dei Toyotomi, fu decapitato, insieme a Chōsokabe Morichika e a così tanti rōnin che si diceva che le loro teste fossero disposte in fila da Kyoto fino a Fushimi.
Nel frattempo, il clan Ii inviò un'unità di ninja, guidata da Miura Yo'emon, Shimotani Sanzo, Okuda Kasa'emon e Saga Kita'emon, che combatté assieme ai soldati regolari Tokugawa presso la porta sud del castello.
A parte piccoli scontri successivi, la battaglia di Tennōji fu l’ultima grande battaglia tra due eserciti di samurai mai combattuta.